# Mimar Sinan
Koca Mimar Sinan Aga (Ağırnaz, Turska, 15. travnja 1489. – Carigrad, 17. srpnja 1588.) je bio najznačajniji arhitekt u razdoblju sultana Selima I., Sulejmana I., Selima II., i Murata III. Njegov najznačajniji rad je svakako Sulejmanova džamija u Carigradu.
Rođen kao sin armenskih roditelja, 1511. je dospio u okviru odabira dječaka u Carigrad i u početku je služio u inženjeriji janjičarske vojske. 1539. je dobio titulu "prvi graditelj". Prvi veliki rad mu je bio Šehzadina džamija u Carigradu 1548. godine. Sljedeći majstorski rad je Selimova džamija u Adrianopolusu (danas Edirne). Njegov učenik Mimar Hajrudin Aga je sagradio Stari most u Mostaru, u Bosni i Hercegovini i time položio prijamni ispit za Sinanov mentorat.
Sinan je na različitim mjestima u Osmanskom Carstvu sagradio 84 velike džamije, 52 male džamije, 57 škola Kurana (medresa), 7 čitaonica, 18 karavan-saraja, 22 mauzoleja, 46 kupališta (hamama), 35 odmorišta (saraj), 3 bolnice, 5 akvadukta, 8 mostova i 8 skladišta. Umro je 1588. i sahranjen je neposredno izvan sjevernog zida uz Sulejmanovu džamiju u Carigradu.

## Ostalo
- Islamska umjetnost i arhitektura